# 心宿增四
心宿增四（蛇夫座ρ）是星座蛇夫座中的多星系。中心系統的視星等為4.63等。根據中央系統視差的 9.03 mas，它位於大約360光年（110秒差距）之外，而該系統中的其它恆星距離稍遠。

## 系統

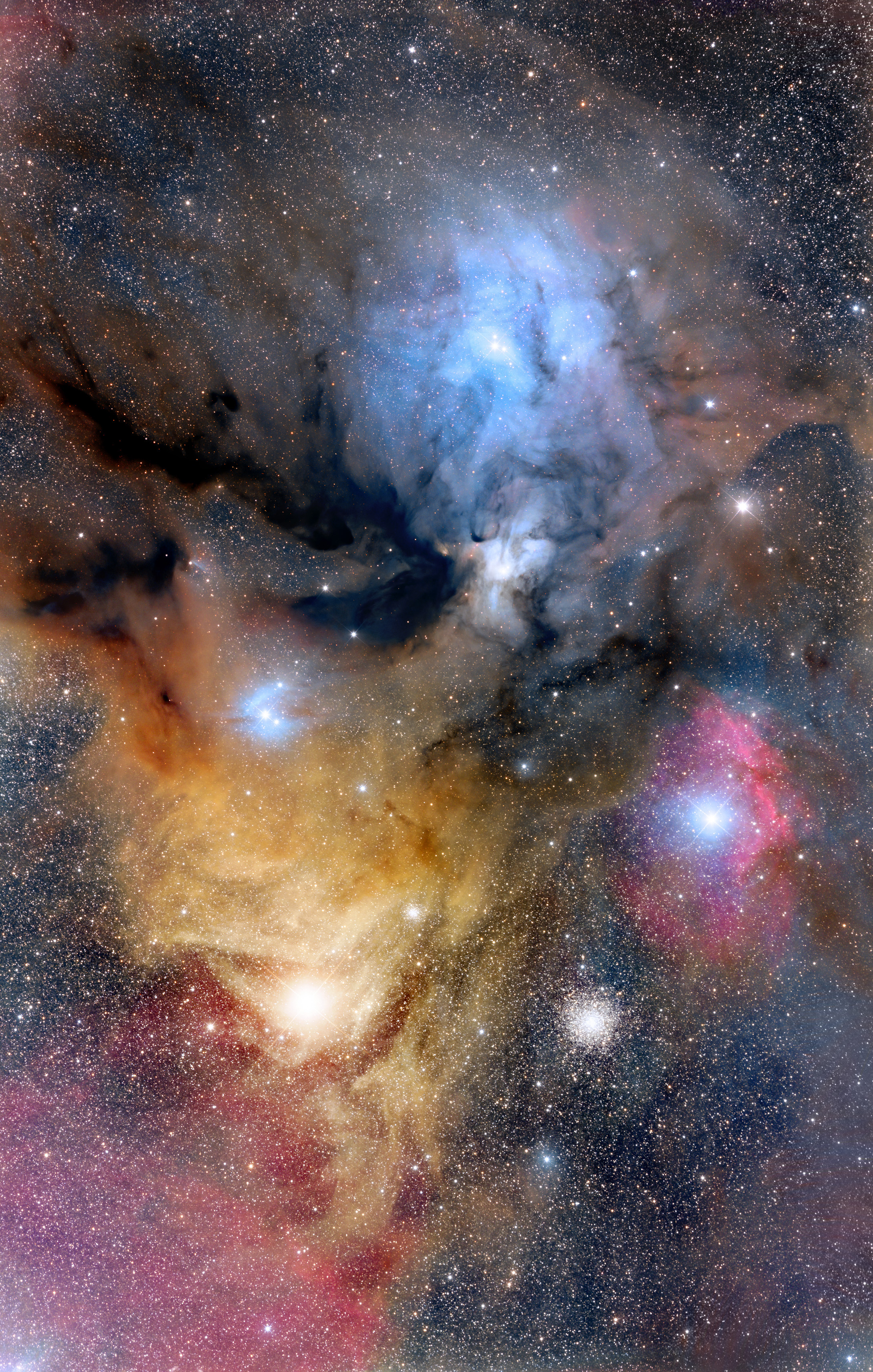
蛇夫座ρ星雲複合體（北方在上）：心宿二在這張圖中看起來是黃色的明亮恆星， 天蠍座σ介於紅色的Sh2-9星雲和球狀星團M4之間。心宿增四是在藍色的星雲IC 4604中的一個小集團。

中心的一對聯星被稱為心宿增四AB（蛇夫座ρAB）。它由至少兩顆藍色的次巨星或主序星組成，分別命名為心宿增四A和B。心宿增四AB 是目視聯星，兩顆恆星之間的角距離在天球投影距離似乎是3.1角秒，對應於至少 344 天文單位的間隔。然而，實際的間隔更大，處（至少17,000天文單位），並被稱為心宿增四C。HD 147888相距2.82角分（至少19,000天文單位），並被稱為心宿增四DE。恆星C和D兩者都是B型主序星，D 本身是另一對聯星，其軌道互繞週期為680年。

## 星雲複合體
這個星雲複合體依據蛇夫座ρ命名命名為蛇夫座ρ星雲複合體。它是一個由氣體和塵埃組成的星雲，而心宿增四，即蛇夫座ρ系統嵌入其中。它是最容易觀察到的恆星形成區域之一，因為它是最近的區域之一，而且從兩個半球都可以看到。
心宿增四的消光（AV）被量測為1.45星等，這意味著心宿增四前方的塵埃和氣體吸收了來自該系統的光，使其看起來比沒有塵埃或氣體時暗1.45星等。此外，氣體和塵埃還會散射更多高頻光，使光看起來更紅。星際紅化（EB−心宿增四的 V） 已被測量為 0.47 星等。